# یواس‌اس ارلتا (۱۸۶۰)
یواس‌اس ارلتا (۱۸۶۰) (به انگلیسی: USS Arletta (1860)) یک کشتی بود که طول آن ۱۰۳ فوت (۳۱٫۴ متر) بود. این کشتی در سال ۱۸۶۰ ساخته شد.